# Klietznick
Klietznick ist ein Ortsteil der Ortschaft Jerichow der Stadt Jerichow im Landkreis Jerichower Land in Sachsen-Anhalt, (Deutschland).

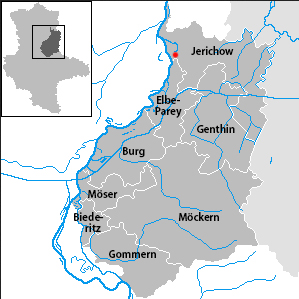
Lage im Jerichower Land

## Geografie
Der Ort liegt im Nordosten des Bundeslandes Sachsen-Anhalt, etwa 1,5 Kilometer vom östlichen Ufer der Elbe entfernt. Die Landesstraße 54 führt durch den Ort, die Klietznick mit seinen Nachbarorten Jerichow (4,2 km nördlich) und Ferchland (3,5 km südlich) verbindet. Die ebenfalls südlich gelegene Kreisstadt Burg ist 31 Kilometer entfernt. Zur Elbe hin erstreckt sich eine Auenlandschaft, die teilweise zu einem Naturschutzgebiet gehört, während jenseits der ehemaligen Bahnstrecke ein ausgedehntes Kiefernwaldgebiet liegt. Klietznick liegt auf ebenen Gelände auf etwa 36 Meter Meereshöhe.

Zur Verbesserung des Hochwasserschutzes wurde 2014 eine Rückverlegung des Elbe Deiches zwischen Klietznick und Jerichow vorgenommen.

Dadurch ist auch der Elberadweg dichter an den Ort gerückt. Ende 2020 wurden die ersten Wegweiser für Radeln nach Zahlen aufgestellt.

## Geschichte

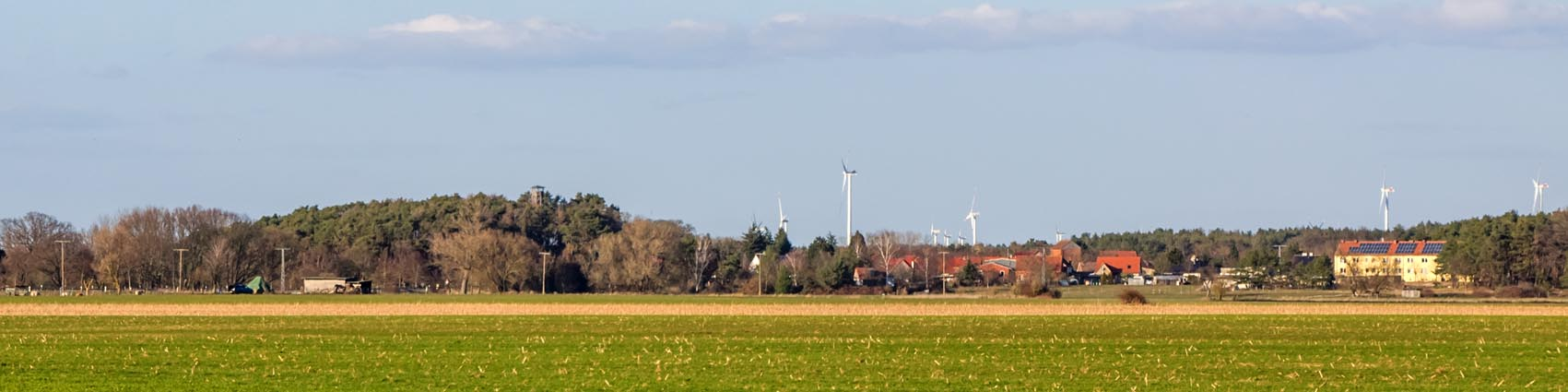
Klietznick von Süden

Klietznick ist ein Ort slawischer Herkunft, der bis zum 9./10. Jahrhundert im wendischen Untergau Semcici (Semzizi) lag, einem Gebiet, das sich bis zum südlich gelegenen Parey hinzog. Die ursprüngliche Ortsbezeichnung Klesnic (Ort am Flusshaken) ist ein Hinweis auf die Lage des Ortes am so genannten Elbhaken, einem ehemaligen Elbarm. Vor den Hochwassern der Elbe hatten sich die Bewohner bereits im 12. Jahrhundert durch einen Deich geschützt. Als Winterdeich bezeichnet, liegt er heute mit einer Länge von 3440 Metern direkt am Elbufer. Um 1200 wurde die Klietznicker Kirche errichtet. Eine erstmalige Erwähnung als deutsche Siedlung ist im Jahre 1365 zu verzeichnen. In einem erzbischöflichen Lehnsregister der Jahre 1370 bis 1400 ist der Ort unter dem Namen Klyzenick verzeichnet. 1376 wird Henning von Barby als Besitzer des Ortes genannt. Im Jahre 1467 ging Klietznick durch Verkauf an die Familie von Redekin. Nach deren Aussterben 1634 ging der Besitz an den Kammerdiener Moritz Hahn, später an die in der Gegend ansässige Adelsfamilie von Katte über. Aus dem über Jahrhunderte bestehenden Rittergut wurde später ein Vorwerk der Domäne Jerichow.
Die wenigen Einwohner von Klietznick erhielten im Jahre 1791 Zuwachs von elf Familien, die aus dem ständig unter Hochwassergefahr leidenden Nachbarort Heydebleck zuzogen. Die Ortschronik berichtet über ein großes Unglück am 9. Mai 1807, bei dem sieben Frauen und Mädchen auf dem Weg zu ihrer Melkstelle beim Überqueren eines Sees mit dem Boot kenterten und ertranken.
1815 führte Preußen, in dessen Herrschaftsbereich sich Klietznick befand, eine Reform der Territorialverwaltung durch, mit der der Ort in den Kreis Jerichow II mit der Kreisstadt Genthin eingegliedert wurde. Zum Schutz gegen das Elbehochwasser wurde 1840 der so genannte Sommerdeich gebaut, der nach seiner Fertigstellung 3360 Meter maß. 1842 hatte Klietznick 156 Einwohner und eine eigene Schule. In den Jahren 1866 und 1872 fielen mehrere Gebäude, darunter 1866 auch der Kirchturm, Feuersbrünsten zum Opfer. Mit dem Straßenneubau Hohenseeden-Jerichow 1884 und der Eröffnung der Bahnstrecke Güsen–Jerichow im Jahre 1924 erhielt Klietznick Anschluss an das moderne Verkehrswegenetz. Trotzdem sank die Einwohnerzahl zu Beginn des 20. Jahrhunderts von 192 im Jahre 1910 auf 174 im Jahre 1939.
Während des Zweiten Weltkrieges musste der Ort 15 Pferde und fünf Ackerwagen an die deutsche Wehrmacht abstellen. Von den 44 zum Kriegsdienst eingezogenen Männern fielen 16.
Am 20. Juli 1950 wurde die bis dahin eigenständige Gemeinde Klietznick nach Jerichow eingemeindet.
Während der DDR-Zeit wurde Klietznick vom Kreis Genthin verwaltet. Am 10. Februar 1953 kam es zur Gründung einer „Landwirtschaftlichen Produktionsgenossenschaft“ (LPG), mit der die meisten Bauern ihre Selbständigkeit verloren. Konnten sie bis 1960 ihr Vieh noch privat halten, wurde mit der Umwandlung der LPG in den Typ III die volle Kollektivierung der Klietznicker Landwirtschaft hergestellt.
Als 1965 die Chaussee nach Ferchland in eine Betonstraße umgebaut wurde, fielen dieser Maßnahme sämtliche Chausseebäume einschließlich einer Obstbaumallee zum Opfer. Nach dem Ende der DDR gingen die Einwohner von Klietznick daran, die über Jahrzehnte vernachlässigte Infrastruktur ihres Ortes zu sanieren. Zu diesem Zweck wurde am 17. Mai 1991 der Dorfverschönerungsverein gegründet. 1996 erhielt Klietznick im Wettbewerb "Unser Dorf soll schöner werden – unser Dorf hat Zukunft" auf Landesebene eine Auszeichnung in Gold und im Bundeswettbewerb eine Silberplakette, 1998 den "Europäischen Dorferneuerungspreis" in Luxemburg und im Jahre 2000 den "Umweltpreis des Landes Sachsen-Anhalt".

Beim "International Award for Liveable Communities" LivCom-Award 2004 in Kanada wurde Klietznick in der Kategorie A (bis 20 000 Einwohner) mit einem Bronze-Award ausgezeichnet.

Preisträger 2015 beim bundesweiten Wettbewerb "Kerniges Dorf!" des Bundesministerium für Ernährung und Landwirtschaft.

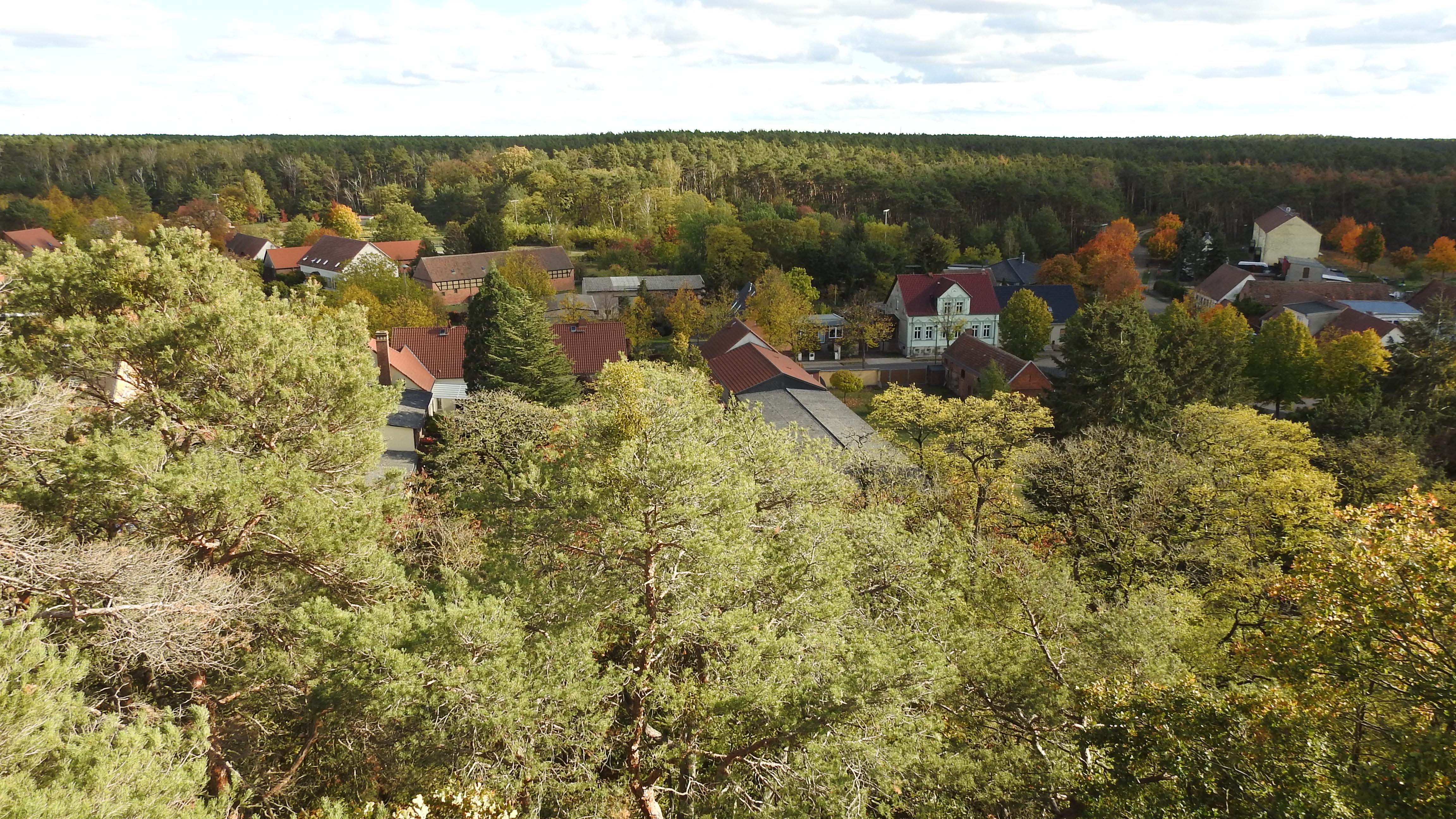
Blick vom Aussichtsturm auf Klietznick

## Kulturdenkmäler
- Dorfkirche Klietznick
- Kriegerdenkmal Klietznick